# Dick Smith Cat
Dick Smith Cat (Cat) је био професионални рачунар фирме Dick Smith који је почео да се производи у Аустралији од 1984. године.
Користио је 6502A као микропроцесор. RAM меморија рачунара је имала капацитет од 64 KB до 192 KB. 
Као оперативни систем кориштен је DOS 3.3, CP/M 2.2.

## Детаљни подаци
Детаљнији подаци о рачунару Cat су дати у табели испод.
|                       |                                                                                |
| [ 1 ]                 |                                                                                |
| Произвођач            |                                                                                |
| Тип                   | професионални рачунар                                                          |
| Меморија              | 64 до 192 KB                                                                   |
| Поријекло             | Аустралија                                                                     |
| Година                | 1984                                                                           |
| Тастатура             | пуни помак тастера, 81 тастер са нумеричком тастатуром и 8 функцијских тастера |
| Процесор              |                                                                                |
| Фреквенција процесора | 2                                                                              |
| RAM                   | 64 до 192 KB                                                                   |
| ROM                   | 32 KB                                                                          |
| Текст                 | 40 или 80 стубова x 24 линије                                                  |
| Графика               | 280 x 192 (8 боја), 560 x 192 (6 боја)                                         |
| Боја                  | 8                                                                              |
| Звук                  | 4 гласа (AY-8912 звучно коло)                                                  |
| Димензије             | непознато                                                                      |
| Портови               |                                                                                |
| Оперативни систем     |                                                                                |